# Kvartar
| Kvartar pred 2.58–0 milijoni let PreЄ Є O S D C P T J K Pg N |                                                  |
| Mollweidova projekcija sedanje Zemlje. |                                                  |
| Srednja vrednost atmosferskega O 2 skozi obdobje | ok. 20.8 prost. % (104 % sedanje vrednosti)      |
| Srednja vrednost atmosferskega CO 2 skozi obdobje | ok. 250 ppm (1 krat pred industrijske vrednosti) |
| Srednja površinska temperatura skozi obsobje | ok. 14 °C (0 °C nad sedanjo vrednostjo)          |
| Epohe v kvartarju-2.6 —–-2.4 —–-2.2 —–-2 —–-1.8 —–-1.6 —–-1.4 —–-1.2 —–-1 —–-0.8 —–-0.6 —–-0.4 —–-0.2 —–0 — K e n o z o i kNeogenK v a r t a rP l e i s t o c e n↓HolocenGelazijKalabrijČibanij"Zgornja" ←Megalej Severnogripij GrenlandijEpohe kvartarja. Lestvica: milijoni let pred sedanjostjo. |                                                  |

Kvartár je najmlajše obdobje v zgodovini Zemlje. Je trenutno in najnovejše od treh obdobij kenozojske ere v geološki časovni lestvici Mednarodne komisije za stratigrafijo (ICS). Sledi neogenu in sega od 2.588 ± 0.005 milijonov let do danes ter je razdeljen v dveh epohi: pleistocen (pred 2.588 milijoni let so 11,7 tisoč let nazaj) in holocen (okoli 11,7 tisoč let do danes).
Obdobje kvartarja je običajno opredeljeno s ciklično rastjo in razpadom kontinentalnih ledenih plošč, Milankovitćevi cikli (Milutin Milanković, srbski gradbeni inženir, klimatolog in astronom, 1879-1958) in s tem povezanimi podnebnimi in okoljskimi spremembami.
Zaznamujejo ga velika klimatska nihanja oziroma poledenitve, zadnja dva velika obrata polarnosti magnetnega polja, razvoj človeka in globalne spremembe v nivoju morske gladine.

## Zgodovina raziskovanj
Izraz Kvartar ("četrti") je predlagal Giovanni Arduino leta 1759 za aluvialne sedimente v dolini reke Pad v severni Italiji. Uvedel ga je Jules Desnoyers leta 1829 za sedimente francoske kotline Sene, za katere je bilo očitno, da so mlajši od terciarnih kamnin.
Obdobje kvartarja sledi neogenu in se razteza vse do danes. Kvartar zajema časovni razpon poledenitev razvrščenih kot pleistocen in vključuje sedanje medledeno dobo holocena.
To postavlja začetek kvartarja ob nastopu poledenitve severne poloble pred približno 2,6 milijona let. Pred letom 2009 je bil pleistocen opredeljen kot izpred 1.805 milijona let do danes, tako da trenutna opredelitev pleistocena vključuje del, ki je bil pred letom 2009 pripisan pliocenu.
| Razdelitev kvartarja | Razdelitev kvartarja | Razdelitev kvartarja  | Razdelitev kvartarja | Razdelitev kvartarja |
| Sistem/ Period | Serija/ Epoha        | Faza/ Starost         | Starost (Ma)         | Starost (Ma)         |
| --- | -------------------- | --------------------- | -------------------- | -------------------- |
| Kvartar | Holocen              | Megalej               | 0                    | 0.0042               |
| Kvartar | Holocen              | Severnogripij         | 0.0042               | 0.0082               |
| Kvartar | Holocen              | Grenlandij            | 0.0082               | 0.0117               |
| Kvartar | Pleistocen           | 'Zgornji'             | 0.0117               | 0.129                |
| Kvartar | Pleistocen           | Čibanij ali 'Srednji' | 0.129                | 0.774                |
| Kvartar | Pleistocen           | Kalabrij              | 0.774                | 1.80                 |
| Kvartar | Pleistocen           | Gelazij               | 1.80                 | 2.58                 |
| Neogen | Pliocen              | Piacenska             | 2.58                 | 3.60                 |
| Opombe in skliciSubdivision of the Quaternary Period according to the ICS, as of May 2019. Za Holocen so datumi relativni na leto 2000 (torej se je Grenlandska stopnja pričela 11.700 let pred letom 2000). Začetek Severnogripijske stopnje je nastavljen na 8.236 let pred 2000. Megalejska stopnja se začne 4.250 let pred letom 2000. 'Tarantanij' je opisno neuradno ime, ki je predlagano za stopnjo/starost enako opisne neuradne podserije/podepohe 'Zgornjega Pleistocena'. V Evropi in Severni Ameriki se Holocen deli na Preborealno, Borealno, Atlantsko, Subborealno in Subatlantsko dobo Blytt–Sernanderjeve časovne lestvice. Obstaja več ostalih razdelitev za Zgornji ali Pozni Pleistocen; po navadi se ga razdeli na hladne (glaciali) in tople (interglaciali) periode. Zadnji glacial se konča s hladno Mlajšo Driasno podstopnjo. |                      |                       |                      |                      |
| p · p · u · z |                      |                       |                      |                      |

Kvartarni stratigrafi običajno operirajo z regionalnimi pododdelki. Od leta 1970 je Mednarodna komisija za stratigrafijo (ICS) poskušala narediti enotno Geološko časovno lestvico, ki bi temeljila na GSSP (Global Boundary Stratotype Section and Point) in bi se lahko uporabljala na mednarodni ravni. Kvartarni pododdelki so bili opredeljeni na podlagi biostratigrafije namesto paleoklime.
To je pripeljalo do problema določitve začetka pleistocena na 1.805 Mya, dolgo po začetku glavne poledenitve na severni polobli. Na ICS so nato predlagali ukinitev uporabe imena kvartar na sploh, kar je bilo nesprejemljivo za Mednarodno zvezo za kvartarne raziskave (INQUA).
V letu 2009 je bilo odločeno, da bo kvartar najmlajše obdobje kenozojske ere s svojo bazo na 2.588 Mya, vključno s stopnjo Gelasian, ki je bila prej v del neogena in pliocenske epohe. 
Antropocen je bil predlagan kot tretja epoha, kot znak antropogenega vpliva na globalno okolje, začenši z industrijsko revolucijo ali pred približno 200 leti.  Antropocen se na ICS uradno še ne imenuje, pa vendar delovna skupina trenutno deluje s ciljem izpolniti predlog za ustanovitev epohe ali podobdobja do leta 2016. 

## Pregled
Za 2,6 milijona let kvartarja predstavlja čas, v katerem so se razvili prepoznavni ljudje. V tem kratkem času, je prišlo do razmeroma malo sprememb v porazdelitvi celin zaradi tektonike plošč.
Kvartarni geološki zapis je ohranjen podrobneje, kot za pretekla obdobja.
Glavne geografske spremembe v tem času vključujejo nastanek Bosporske ožine in Skagerraka med ledenimi obdobji, ki so spremenile Črno morje in Baltsko morje v jezera s sladko vodo, nato z njihovim poplavljanjem, z dvigom morske gladine, ponovno napolnile s slano vodo; periodično polnjenje Rokavskega preliva, ki je tvoril most kopnega med Britanijo in celinsko Evropo; periodično zapiranje Beringovega preliva, ki je tvoril most kopnega med Azijo in Severno Ameriko; in redno hitre poplave Scablanda na ameriškem severozahodu z ledeniško vodo.
Sedanji obseg Hudson Baya, Velikih jezer in drugih večjih jezer v Severni Ameriki je posledica ponovne prilagoditve Kanadskega ščita na lego od zadnje ledene dobe; tekom kvartarja so obstajale različne obale.
Podnebje se je prilagajalo periodičnim poledenitvam s kontinentalnimi ledeniki, ki so se gibali tudi do 40 stopinj zemljepisne širine. Nastalo je zelo malo novih živih bitij. V severnih deli je ob koncu pleistocena prišlo do velikega izumrtja velikih sesalcev.
Mnoge oblike živali, kot so sabljezobe mačke, mamuti, mastodoni, gliptodoni, itd. so izumrli po celem svetu. Drugi, vključno konji, kamele in ameriški gepardi so v Severni Ameriki izumrli.

## Poledenitve v kvartarju
Leta 1821 je švicarski inženir Ignaz Venetz v članku predlagal hipotezo o sledeh prehoda ledenikov preko Alp. To zamisel je najprej ovrgel drugi švicarski znanstvenik, Louis Agassiz, a je bil pri poskusu iskanja dokazov prisiljen potrditi teorije svojega kolega. Leto kasneje je Agassiz predlagal hipotezo o veliki ledeni dobi, ki bi lahko imela daljnosežne posledice. Ta ideja mu je prinesla svetovno slavo.
Sčasoma se je, zahvaljujoč napredku geologije, potrdilo da je zares bilo nekaj obdobij pomikanja ledenikov v obe smeri, oziroma da so bile v preteklosti temperature na Zemlji bistveno drugačne od današnjih. Tako so Milankovićevi ciklusi temeljili na predpostavki, da so variacije v solarni radiaciji glavni faktor, ki kontrolira Zemljino klimo.
V času kvartarja so debeli ledeniki napredovali in se umikali preko Severne Amerike in Evrope, delov Južne Amerike in Azije in cele Anktarktike. Nastala so Velika jezera, d delih Severne Amerike in Evrazije prekrite z ledom so živeli veliki sesalci. Ti sesalci so izumrli ob koncu ledene dobe pred 11.000 leti. Moderni človek se je razvil pred več kot 100.000 leti. Kopno so obvladovale poleg sesalcev še cvetoče rastline in žuželke.

## Področje današnje Slovenije v kvartarju

### Podnebje
V obdobju poledenitev so ledeniki pokrivali večji del Alp in vzdolž alpskih dolin segali do predgorja. Na območju današnje Slovenije je bilo kar 13% ozemlja pokrito z ledom, znanih je več ledenikov:
- Bohinjski ledenik: največji ledenik na območju Slovenije, vzdolž današnje Save Bohinjke je segal do Radovljice.
- Dolinski ledenik: vzdolž današnje Save Dolinke, segal je do Radovljice. Preostanek je današnji Triglavski ledenik.
- Jezerski ledenik: vzdolž Kokre, segal je do Fužin
- Vzdolž doline reke Savinje: segal je do Luč.
- Ledenik vzdolž Kamniške Bistrice: segal je do sotočja s Korošico.
- Soški ledenik: segal je do Tolmina
- Snežniški ledenik: segal je do nadmorske višine 900 m.

### Poselitev
Velike klimatske spremembe so povzročile znatno spreminjanje pokrajine. Spreminjale so se lege rastlinskih pasov. V obdobju ledenih dob so večji del območja Slovenije obsegali mešani borovi in brezovi gozdovi z maloštevilno podrastjo. V obdobju medledenih dob je zaradi ugodnejšega podnebja večji del Slovenije prekrival hrastov in gabrov mešani gozd. Menjavanje ledenih in medledenih dob so zaznamovale tudi selitve živali in človeka. Na območju današnje Slovenije so živeli elefantidi (mastodoni, mamuti), losi, jeleni, jamski medvedi, bobri, jamski levi, orjaški jeleni in drugi. V tem obdobju je ozemlje današnje Slovenije poselil ledenodobni človek, neandertalec (Homo neanderthalensis) in fosilni sodobni človek (Homo sapiens).